# United States Dairy Export Council
De United States Dairy Export Council (USDEC) is een Amerikaanse non-profitorganisatie die de wereldwijde handelsbelangen van de Amerikaanse zuivelsector vertegenwoordigt. Het werd in 1995 opgericht door Dairy Management Inc. De USDEC werkt samen met de Foreign Agricultural Service van het ministerie van Landbouw en maakt gebruik van lidmaatschapsbijdragen voor lobbyactiviteiten.
Sinds 24 februari 2021 wordt de organisatie geleid door Krysta Harden, onderminister van Landbouw van 2013 tot 2016. Zij volgde Tom Vilsack op, die op dezelfde dag werd beëdigd als minister van Landbouw in het kabinet-Biden. Vilsack leidde de organisatie van 2017 tot 2021 en was eerder al minister van Landbouw in het kabinet-Obama van 2009 tot 2017.